# Neivamyrmex manni
Neivamyrmex manni é uma espécie de formiga do gênero Neivamyrmex.